# Der Erbschleicher
Personnages
- Baron Kuppenschnee
- Rudolf, son neveu
- Pauline, la femme de Rudolf
- von Walting
- Gregorius Tost, l'aubergiste
- Everl, sa fille, serveuse
- Mme Bratelhoferin, serveuse
- Agnes, une paysanne
- Simon Dappel, son mari
- Uhu, un rentier
- Moorbach, l'ancien tuteur de Pauline
- Friedrich, le domestique de Rudolf
- Jean, le domestique de Walting
- Radschuh, Schnalzer, cochers
- Emmerenzia Bachstelz, ancienne femme de ménage au château Kuppenschnee
- Dörfling, Brunner, les locataires
- Grün, Stein, le garde-forestier
- Sack, un meunier
- Hansel, serveur chez Tost
- Steffel, serveur chez Tost
- Anton, domestique de Schlosse
- Buchner, bailli de Kuppenschnee

Der Erbschleicher (en français, L'Héritier) est une pièce avec chant en quatre actes de Johann Nestroy avec une musique d'Adolf Müller senior.

## Synopsis
Le baron Kuppenschnee veut déshériter son neveu Rudolf, car lui et sa femme Pauline se sont séparés. L'intrigant von Walting, qui veut être le seul héritier, essaie par tous les moyens d'empêcher la réconciliation et d'amadouer le baron. Son domestique Jean l'assiste et tente de corrompre Friedrich, le domestique de Rudolf.
L'étourdie servante Tost confond tout et crée la confusion. Walting souhaite qu'elle éloigne Rudolf et Pauline du baron, mais Tost change si vite de camp qu'elle finit par ne plus savoir qui elle soutient réellement.
Dappel cherche son épouse Agnès qui est venue en ville pour avoir sa chance et est recruté par Radschuh comme cocher. La serveuse Everl, la fille de Tost, lui fait des avances parce qu'elle croit avoir trouvé en lui la bonne personne.
Moorbach vient voir Pauline, son ancienne pupille, pour avoir une rencontre secrète avec Kuppenschnee et la réconciliation avec Rudolf. Il engage Agnès, habillée comme Pauline, pour tromper Walting et son sbire. Dappel n'est pas sûr que ce soit Agnès.
Walting enlève comme prévu la fausse Pauline ; Dappel tente de la libérer lorsqu'il la découvre et le plan de meurtre, il part prévenir Kuppenschnee. La vraie Pauline déjoue le plan de Walting, Rudolf et elle se réconcilient, Dappel retrouve Agnès revenue à la raison, seul Walting est le perdant.

## Histoire
Der Erbschleicher est inspirée de La Reine d'un jour, opéra-comique français d'Adolphe Adam sur un livret d'Eugène Scribe et Jules-Henri Vernoy de Saint-Georges, donné pour la première fois le 19 septembre 1939 au Théâtre national de l'Opéra-Comique à Paris. La première représentation de l'adaptation allemande a lieu le 23 mars 1840 à Munich. La version de Nestroy est plus comique que lyrique que la version originale.
Johann Nestroy interprète Simon Dappel, Wenzel Scholz Tost, Alois Grois Radschuh, Friedrich Strampfer le baron Kuppenschnee, Franz Gämmerler le neveu Adolf, Ignaz Stahl Uhu, Eleonore Condorussi Agnès, Marie Weiler Everl.